# Oto-rhino-laryngologi
Oto-rhino-laryngologi (gr. otos (genitiv af ous, øre), rhinos (gen. af rhis, næse), laryngos (gen. af larynx, strube) + logi (læren om)) er et medicinsk speciale omhandlende læren om og behandlingen af sygdomme i øre, næse og hals (dvs. strube og svælg).
En specialist på dette felt kaldes en oto-rhino-laryngolog eller i daglig tale en øre-næse-hals-læge (ØNH-læge).
De fleste øre-næse-hals-læger i Danmark er medlem i Dansk Selskab for Otolaryngologi - Hoved & Halskirurgi (forkortet DSOHH).
Blandt nøglepersonerne i udforskning og udvikling af det lægevidenskabelig specialeområde oto-rhino-laryngologi kan nævnes den østrigske læge Adam Politzer (1835-1920).
En oto-rhino-laryngolog kan bruge en curette til at fjerne biologisk materiale, som ørevoks.